# Georg Elser

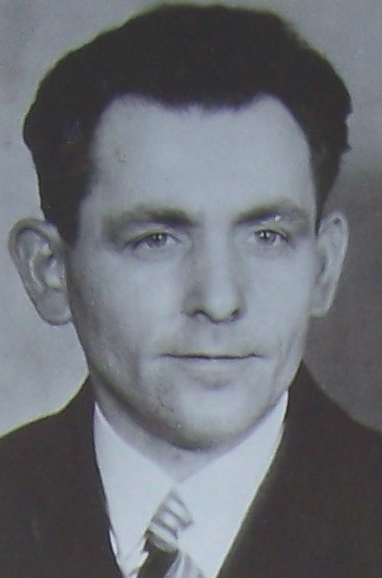
Johann Georg Elser (1939)

Johann Georg Elser (Hermaringen, 4 gennaio 1903 – Dachau, 9 aprile 1945) è stato un artigiano e antifascista tedesco, noto per aver ideato ed attuato l'attentato dell'8 novembre 1939 nella birreria Bürgerbräukeller di Monaco contro Hitler, che scampò all'attentato per pochi minuti.

## Biografia
Nacque a Hermaringen, nel Württemberg. Suo padre era Ludwig Elser, che sposò la madre di Georg, Maria Müller, quando il bambino aveva un anno di vita. Georg frequentò la scuola elementare a Königsbronn dal 1910 al 1917, dimostrandosi dotato nel disegno e nei lavori manuali. Il padre, agricoltore e commerciante di legname, si aspettava che il figlio gli succedesse in tale attività imprenditoriale, ma Georg, che pure dapprima aveva aiutato il padre nel lavoro, scelse piuttosto di perseguire autonomi interessi. Iniziò un apprendistato come operatore di tornio in fonderia, ma — dopo due anni — dovette desistere per ragioni di salute. Prese allora ad imparare il mestiere di carpentiere, e tale noviziato si protrasse sino al 1922. Lavorò allora come falegname per interni a Königsbronn, Aalen e Heidenheim. Dal 1925 al 1929 lavorò in una fabbrica di orologi a Costanza, acquisendo conoscenze che gli sarebbero state preziose nella predisposizione di un timer per il noto ordigno. Dal 1929 al 1932 riprese a fare il carpentiere in Svizzera.
Tornato a Königsbronn, lavorò con i suoi genitori. Dal 1936 lavorò in una fabbrica di montaggio a Heidenheim, prendendo così consapevolezza del programma di riarmo nazista. Elser era un uomo taciturno benché piuttosto socievole, che frequentava svariati circoli socio-culturali, tra cui un club Tracht (legato all'uso di costumi tradizionali). Suonava la cetra ed il contrabbasso per il coro locale. Gradiva fare lunghe passeggiate con i suoi amici.
La sua ragazza, Mathilde Niedermann, nel 1930 gli diede un figlio, Manfred. La gravidanza non era nei programmi, e per certi versi replicava le circostanze in cui lo stesso Georg era venuto al mondo; però, a differenza di quanto avevano fatto i suoi genitori, Elser non sposò Mathilde ed al contrario se ne allontanò poco dopo. Si affiliò alla federazione dei lavoratori del legno. Era convinto che si dovesse aderire ad un sindacato, e difatti spiegò in tal modo la propria aggregazione. Nel 1926 un collega lo persuase ad entrare nel Rotfrontkämpferbund, l'organizzazione paramilitare del Partito Comunista Tedesco. Elser non dedicava molto tempo a queste appartenenze. Benché non si potesse definire un convinto comunista - era un protestante praticante - dal 1933 Elser cominciò a votare Partito comunista, ritenendo tale forza la più adatta a difendere gli interessi dei lavoratori.
Oppositore del nazismo dai suoi esordi, dopo il 1933 rifiutò di compiere il saluto nazista e di riunirsi ad altri per ascoltare i proclami radiofonici hitleriani. Neppure partecipò alle pseudo-elezioni (o pseudo-referendum) che indisse il Terzo Reich. La sua opposizione in principio era motivata dalla sensibilità verso la condizione operaia, e dalla compressione dei salari dei lavoratori. La sua visione politica era fortemente influenzata dai movimenti cui aderiva. Aborriva le restrizioni dei diritti civili. In particolare era sdegnato dalle limitazioni che i nazisti imponevano alle libertà dei lavoratori, come nella scelta dell'impiego e nel diritto di associarsi. Parimenti, era disgustato dalla propaganda nazista e dal controllo totale che il regime imponeva sul sistema educativo, ed anche dagli attacchi alla libertà di professione religiosa.
A quest'ultimo proposito, Elser era un protestante di tipo semplice, non-intellettuale e tradizionale. Si dice che pregasse (quotidianamente) solo con il Padre nostro, e tale pio esercizio lo avrebbe confortato nei tormentati preparativi dell'attentato.
(Manegoldo di Lautenbach, teologo tedesco che ispirò Elser)

## L'attentato

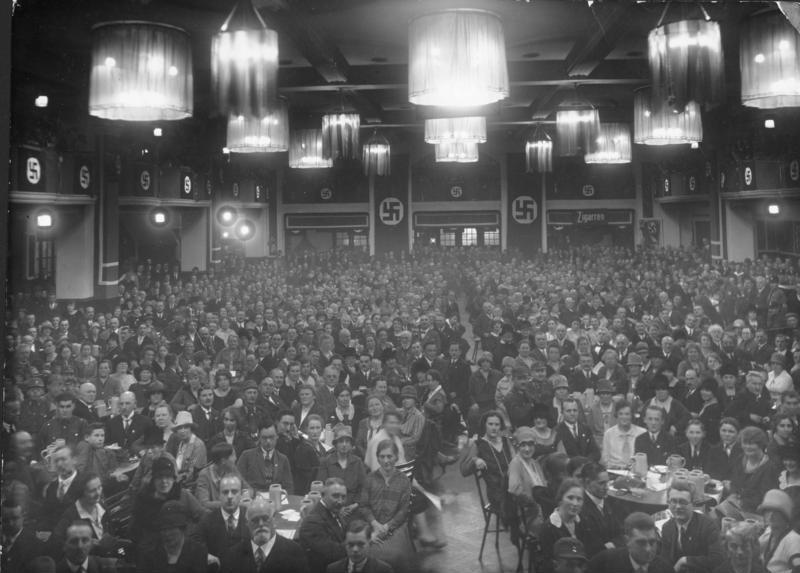
Il raduno NSDAP del 1923 alla Bürgerbräukeller

### Premesse e ideazione
Nell'autunno del 1938 l'Europa era sull'orlo della guerra a causa della crisi dei Sudeti. Dopo il trauma patito con la Grande guerra, i tedeschi erano fortemente preoccupati per l'eventualità di un nuovo conflitto, ed Elser condivideva tale comune stato d'ansia. Anche se la guerra non sarebbe stata svelata che all'ultimo momento, Elser non dava credito alla dichiarata intenzione del Führer di mantenere la pace; al contrario, nella mente di Elser si delineò il proposito di decapitare il nazionalsocialismo, assassinandone il leader carismatico.
Riflettendo su come porre in essere il proprio piano, Elser si recò a Monaco l'8 novembre 1938 per assistere al discorso che il regime proponeva annualmente nell'anniversario del fallito Putsch di Monaco. Due considerazioni furono decisive nella scelta di tempo e luogo da parte dell'aspirante tirannicida: sul piano operativo, l'evento appariva accompagnato da misure di sicurezza piuttosto blande; sul piano emotivo, la concomitanza (9-10 novembre 1938) della Notte dei cristalli, con le sue inaudite atrocità platealmente perpetrate su inermi "giudei", convinse Elser che una leadership capace di suscitare tale violenza avrebbe precipitato la Germania in un'altra apocalittica guerra: solo la morte di Hitler, ad avviso di Elser, avrebbe potuto fermare questa tragica concatenazione di mosse distruttive.

### Fase esecutiva
Durante la fase preparatoria, scoppiò la seconda guerra mondiale (1º settembre 1939), il che forniva un'infausta conferma alle fosche previsioni dell'attentatore di Monaco. Di professione falegname e ebanista, Elser, idealista e quasi asceta, a quel tempo aveva interrotto ogni relazione con amici e parenti, ad eccezione di Johann Lumen, conosciuto nel 1938 proprio alla birreria Bürgerbräukeller, ed aveva dedicato molti mesi alla preparazione dell'attentato. Si fece assumere in una cava e, poco alla volta, senza destare sospetti, asportò la quantità di esplosivo necessaria a confezionare la bomba. Inscenò poi un incidente e lasciò il lavoro, trasferendosi a Monaco, dove aveva deciso di compiere l'attentato.
Il luogo scelto era la birreria dove ogni anno Hitler si ritrovava con i fedelissimi della prima ora. Per molte sere Elser si nascose nel locale prima della chiusura; quando il locale chiudeva iniziava a lavorare, ricavando una nicchia nella colonna dove sarebbe stato il palco di Hitler. Il giorno fatidico, nella nicchia inserì la bomba con il meccanismo da lui costruito e sperimentato.
A sua insaputa però Hitler, a causa delle condizioni atmosferiche che gli impedivano di tornare a Berlino in aereo, decise di andarsene in anticipo, dovendo prendere il treno: lasciò quindi la birreria sette minuti prima delle 21:20, ora in cui "puntualmente" scoppiò la bomba. Il bilancio fu comunque di otto morti e sessantatré feriti, di cui sedici in modo grave. Così naufragava il tentativo di mutare il corso della storia. Alle otto vittime dell'attentato vennero concessi i funerali di Stato.

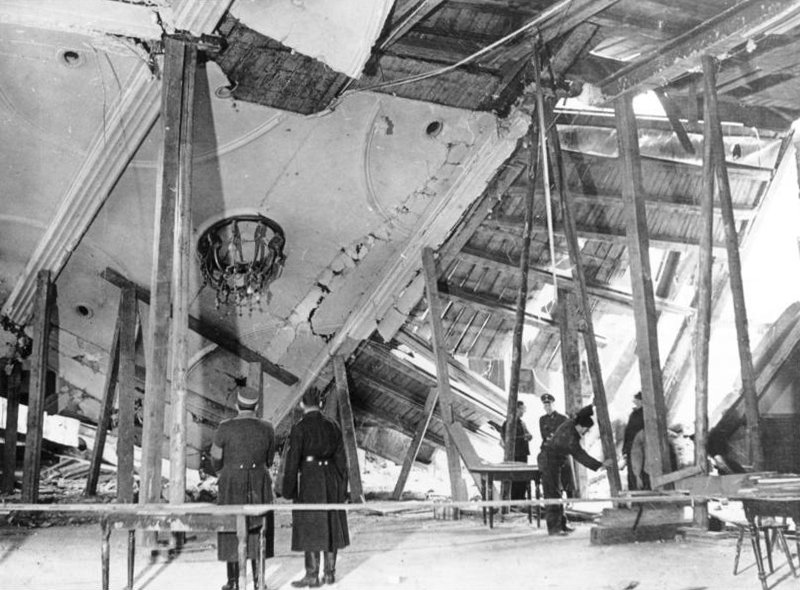
Effetti dell'attentato.

## Arresto e detenzione
Nel frattempo Elser si era diretto a Costanza, da cui sperava di fuggire in Svizzera. Mentre cercava di varcare il confine, due doganieri si insospettirono e lo arrestarono. Sulle prime gli inquirenti non sospettarono un suo coinvolgimento nell'attentato, ma poi trovarono nel cappotto del fermato una cartolina della famosa birreria. Elser fu trasferito a Monaco, dove fu interrogato dalla Gestapo. Malgrado il suo atteggiamento di reticenza e diniego, gli indizi della sua responsabilità si addensavano inesorabilmente. L'elemento che soprattutto lo incastrava era nelle escoriazioni apprezzabili sulle ginocchia, posto che l'analisi della scena criminale aveva dimostrato che il dinamitardo poteva raggiungere la cavità che nascondeva la bomba solo strisciando carponi. Per di più, alcune cameriere riconobbero Elser come un cliente abituale della Bürgerbräukeller.
Dopo un pestaggio, confessò di essere l'autore dell'attentato. Quando ebbe confessato, Elser fu tradotto al quartier generale della Gestapo, che lo torturò brutalmente. Infatti, il capo delle SS, Heinrich Himmler, non poteva capacitarsi che un insignificante svevo, un artigiano con la licenza elementare, fosse quasi riuscito ad uccidere il Führer senza l'aiuto di alcun complice. Il fascicolo di questa inchiesta della Gestapo è stato recuperato alla fine degli anni 1960. I 203 fogli di cui è composto sono la principale fonte di informazioni su Elser.
Fu quindi imprigionato prima nel campo di concentramento di Sachsenhausen, poi in quello di Dachau. Sebbene egli fosse irremovibile nel dichiarare sempre di aver agito per conto proprio, i nazisti, e specie Goebbels, continuavano a sospettare una cospirazione sotto regia britannica, e avrebbero desiderato, al termine della guerra (che immaginavano vittoriosa per la loro fazione), celebrare un grande processo che avrebbe rivelato al mondo tale supposta trama. Elser era sottoposto ad un regime di detenzione speciale. Il mistero mantenuto sull'identità del "prigioniero in custodia speciale" alimentò talora qualche maldicenza fra i suoi stessi compagni di sventura. Anche dopo la guerra, Martin Niemöller, pure ristretto a Sachsenhausen, asseriva che Elser facesse parte delle SS e che tutta la faccenda del fallito attentato fosse una commedia dei nazisti per propalare la leggenda della Provvidenza che vegliava sul Führer. Tuttavia, la ricerca storica sembra indicare che Elser fece tutto da sé, ed in ogni caso non è emersa alcuna prova del coinvolgimento del regime o di qualunque altra organizzazione esterna.

## Morte

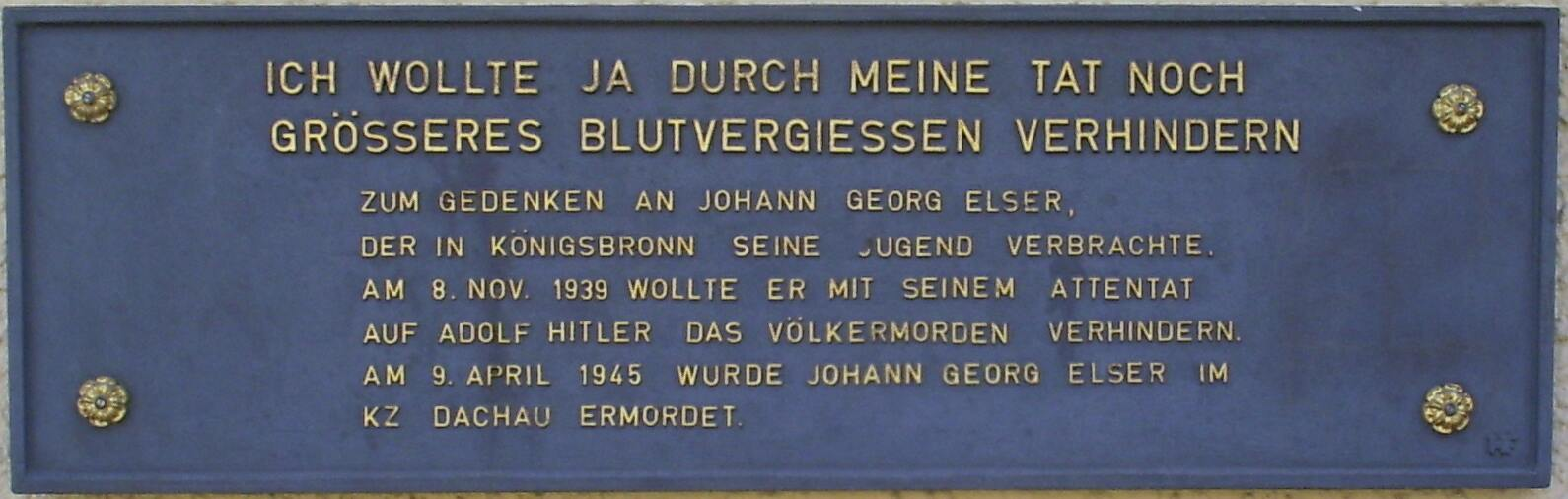
La targa commemorativa al Georg-Elser-Museum in Königsbronn

Nell'aprile 1945 la sconfitta tedesca si faceva imminente e le truppe alleate si avvicinavano a Dachau. Ne derivava il tramonto del ventilato "grande processo" dopo una vittoria che — semplicemente — non ci sarebbe stata. Di conseguenza Hitler decise di sbarazzarsi del "prigioniero a custodia speciale". Il capo della Gestapo, SS-Gruppenführer Heinrich Müller trasmise l'ordine letale al comandante del campo di Dachau, Obersturmbannführer Eduard Weiter.
Elser fu fucilato a Dachau il 9 aprile 1945, appena qualche settimana prima che la guerra terminasse. Una targa (riprodotta a margine) posta in sua memoria a Königsbronn recita:
In memoria di Johann Georg Elser, cresciuto a Königsbronn.

L'8 novembre 1939 voleva impedire il genocidio con il suo attentato ad Hitler. Il 9 aprile 1945 fu assassinato nel campo di concentramento di Dachau.»

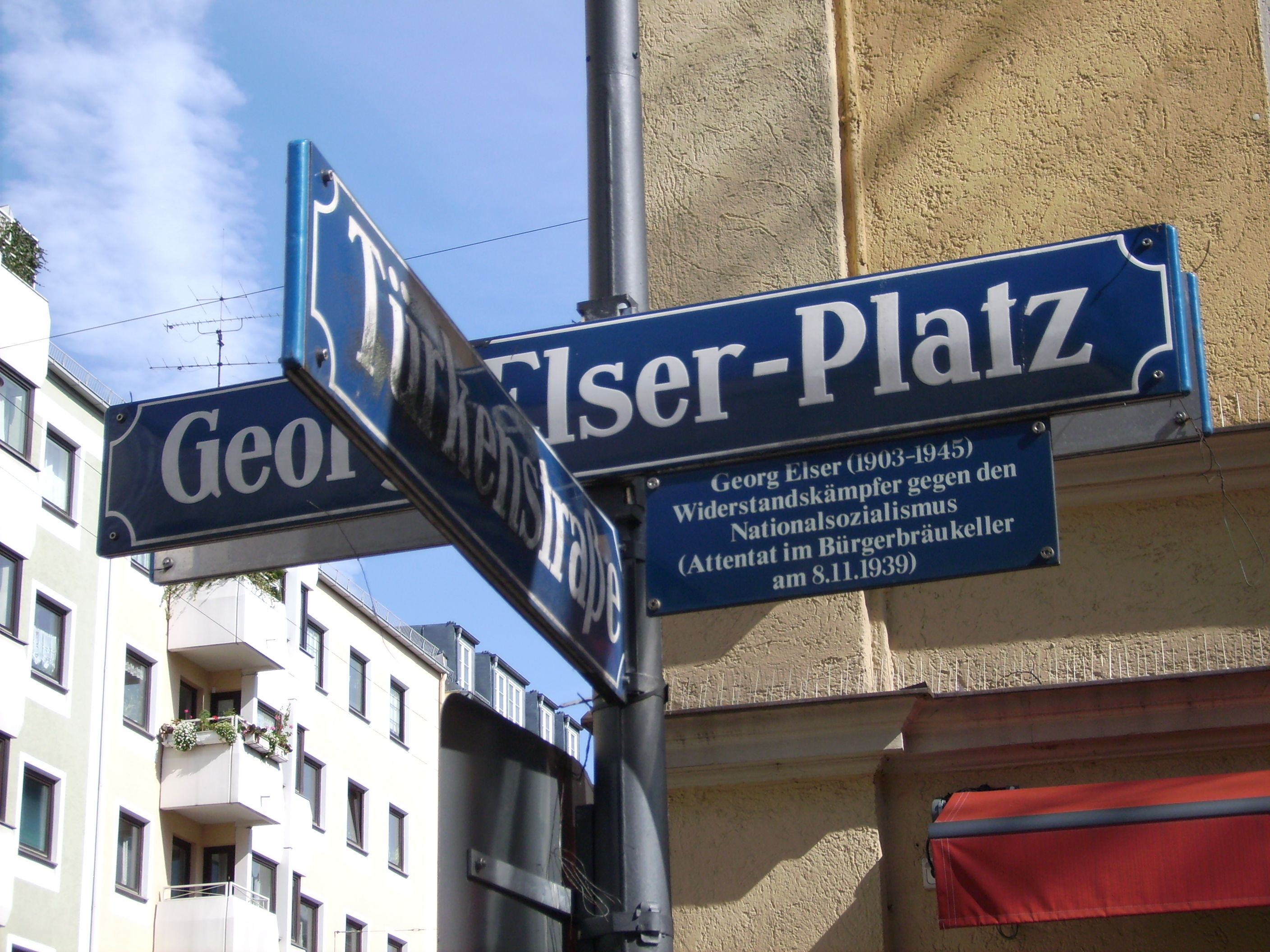
Cartello stradale indicante la piazza intitolata a Georg-Elser a Monaco di Baviera

Una piazzetta nella Maxvorstadt, il cuore di Monaco, è stata intitolata "Georg-Elser-Platz" in suo onore. Nella stessa città gli era stata anche dedicata una sala da concerti, la Georg Elser Hallen, che però è stata demolita nel luglio 2008. Nella cittadina di Schnaitheim, dove visse e lavorò, è stato eretto un monumento in sua memoria.

## Film su Elser
- Nel 1989 è stato girato un film sulla storia di Elser, una coproduzione fra Stati Uniti d'America, Germania e Austria, diretto ed interpretato da Klaus Maria Brandauer. Il titolo italiano è L'orologiaio, in inglese Seven Minutes (in riferimento ai minuti che permisero ad Hitler di salvarsi) e in tedesco Georg Elser.
- Nel 2015 esce Elser - 13 minuti che non cambiarono la storia, film di Oliver Hirschbiegel che ripercorre l'intera vicenda dell'attentato.

## Canzoni su Elser
- Nel 2007 è stata composta una canzone sulla storia di Elser, il brano Georg Elser è contenuto nel CD Tiro di classe (Self 2007) dei Gasparazzo.
- Nel 2010 il gruppo post-hardcore Il Buio ha scritto il pezzo C'è mancato un pelo, Georg Elser contenuto nel loro primo, omonimo LP.